# 地婆诃罗
地婆诃罗（613年—687年），意译日照，中印度人，唐朝佛教高僧，著名譯師。

## 生平
地婆诃罗出生於婆罗门種姓，幼年于摩诃菩提寺出家，後去那烂陀寺參學。与玄奘为友，得知其学成归唐，于是也产生远游志向，并在唐高宗仪凤初年到唐朝长安。
永隆元年（680年）敕令其在西太原寺及西安弘福寺从事译经，共译出《大乘显识经》等十八部经文。
唐睿宗文明元年（684年），法藏法师参谒，得《华严经·入法界品》，补充《华严经》缺失。
後其思念家母，欲还印度，但因罹疾，于垂拱三年圆寂，武后敕葬于洛阳龍門山香山寺。

## 翻譯經典

### 經集部
- 《大乘密嚴經》三卷
- 《佛說證契大乘經》二卷
- 《大乘離文字普光明藏經》一卷
- 《大乘遍照光明藏無字法門經》一卷
- 《佛說大方廣師子吼經》一卷
- 《佛說大乘百福相經》一卷
- 《佛說大乘百福莊嚴相經》一卷
- 《大乘四法經》一卷
- 《佛說菩薩修行四法經》一卷
- 《佛說造塔功德經》一卷

### 華嚴部
- 《華嚴經·入法界品》一卷

### 本緣部
- 《方廣大莊嚴經》十二卷

### 瑜伽部
- 《大乘廣五蘊論》一卷

### 寶積部
- 《大乘顯識經》二卷

### 釋經論部
- 《金剛般若波羅蜜經破取著不壞假名論》二卷

### 密教部
- 《佛頂尊勝陀羅尼經》一卷
- 《佛頂尊胜陀羅尼淨除業障咒經》一卷
- 《佛說七俱胝佛母心大準提陀羅尼經》一卷
- 《咒三首經》一卷